# Jacqueline Laurent
Jacqueline Suzanne Laurent (* 6. August 1918 als Jacqueline Suzanne Janin in Brienne-le-Château, Aube, Champagne-Ardenne; †  18. Dezember 2009 in Grasse) war eine französische Schauspielerin.

## Leben
Ihr Filmdebüt gab sie 1928 in Die beiden Schüchternen. Der größte Erfolg ihrer Karriere gelang Laurent an der Seite von Jean Gabin und Arletty in Der Tag bricht an (1939). Mitte der 1940er Jahre zog sie sich ins Privatleben zurück. 1965 hatte sie ein kurzes Filmcomeback in einer Nebenrolle.

## Filmografie (Auswahl)
- 1928: Die beiden Schüchternen (Les deux timides)
- 1935: Gaspard de Besse
- 1937: Sarati, le terrible
- 1938: Judge Hardy's Children
- 1939: Der Tag bricht an (Le jour se lève)
- 1942: L'homme qui joue avec le feu
- 1943: Addio, amore!
- 1943: Les deux timides
- 1944: Un chapeau de paille d'Italie
- 1945: L'abito nero da sposa
- 1946: Le vie del peccato
- 1965: Le coup de grâce (nicht im Abspann erwähnt)